# Asociación de Ciencias Sociales de Corea
Asociación de Ciencias Sociales de Corea (hangul: 조선사회과학자협회 ; Romanización McCune-Reischauer: Chosŏnsahoegwahakchahyŏp'oe) es un instituto nacional de investigación afiliado a la Academia de Ciencias de la República Popular Democrática de Corea. Se estudia filosofía, sociología, economía, etc., y hay un instituto de investigación de historia separado en la sección de historia. El departamento de filosofía se transfirió a algunos institutos filosóficos.

## Historia
La Asociación de Ciencias Sociales de Corea es un instituto de investigación para científicos sociales y tiene como institución afiliada al Instituto Internacional de la Idea Juche. Se estableció para desarrollar las ciencias sociales a partir de la idea Juche, y se especializa en fenómenos sociales como la filosofía, la economía, la historia, el derecho, la arqueología, el folclore, la literatura y la lingüística. El presidente era una persona de alto estatus político, y Hwang Jang-yeop, Yang Hyeong-seop y Choi Sang-sun actuaron como presidente. Además, también funciona como socio para intercambios y cooperación con académicos surcoreanos y extranjeros. A partir de 2012, el presidente es Ki-Nam Kim, contanto además con el primer vicepresidente (Chul-Sik Kim) y los vicepresidentes (Chang-Soo Kim, Cheol-Jun Kim, Hyang- San Kim, Hoe-Sung Rim, Chang-Sik Seok, Chang-Ryong Kim, Seong-Ryeom So, Jin-Geol Jin). Hay otras 10 personas (Kim Young-ri, Kim Hwa-jong, Park Geun-kwang, etc.) y una secretaria (Joo Hyeong-soon).